# Joule-Thomson-effect

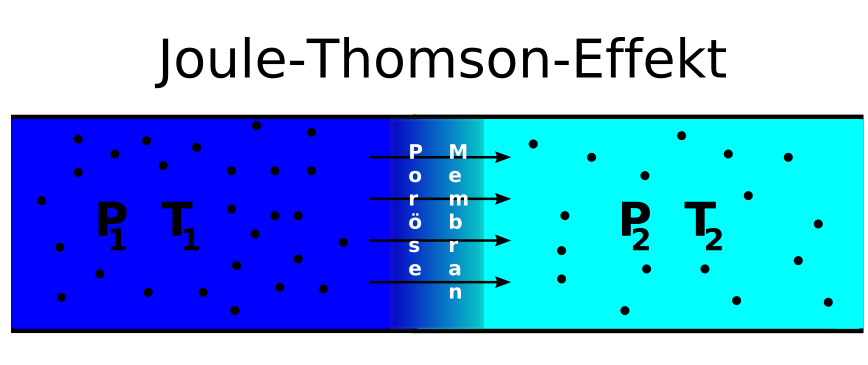
Joule-Thomson-effect: een gas ontspant van druk p_{1} en temperatuur T_{1} naar druk p_{2} en temperatuur T_{2}

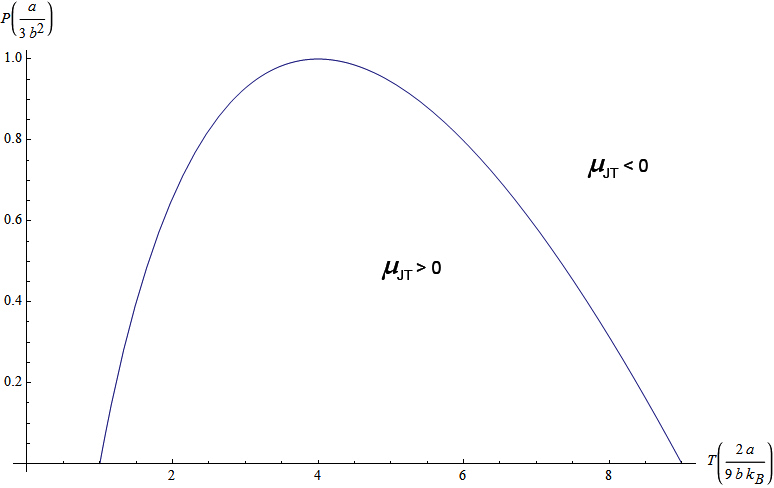
Druk p als functie van de temperatuur T voor een diatomisch gas

Het Joule-Thomson-effect is in de natuurkunde een beschrijving van de temperatuursverandering van een gas of vloeistof die door een klep of poreuze plug geforceerd wordt zonder dat er warmte met de omgeving uitgewisseld wordt. Dit gebeurt doorgaans over een smoorventiel of een joule-thomson-klep.
Van elk niet-ideaal gas zal de temperatuur dalen als bij kamertemperatuur de druk adiabatisch verlaagd wordt.
Elk gas kent een Joule-Thomson (kelvin) inversietemperatuur waarboven een expansie bij gelijkblijvende enthalpie leidt tot een temperatuurstoename en waaronder dat leidt tot een temperatuursafname.
De inversietemperatuur is afhankelijk van de druk.
Het Joule-Thomson effect wordt veroorzaakt door twee tegengesteld werkende natuurkundige verschijnselen:
Als een gas expandeert, neemt de gemiddelde afstand tussen de moleculen toe. Als gevolg van de vanderwaalskrachten veroorzaakt de expansie een toename van de potentiële energie van het gas. Indien er geen arbeid verricht wordt en geen warmte afgevoerd wordt, zal de totale hoeveelheid energie gelijk blijven als gevolg van de wet van behoud van energie. De toename van potentiële energie veroorzaakt dus een afname van kinetische energie en daardoor een daling van de temperatuur.
Een tweede verschijnsel dat gelijktijdig optreedt, heeft echter het tegenovergestelde effect. Bij het botsen van moleculen, wordt kinetische energie tijdelijk omgezet in potentiële energie. Doordat de gemiddelde afstand tussen de moleculen toegenomen is, neemt het aantal botsingen per tijdseenheid af, waardoor de gemiddelde potentiële energie afneemt. Vanwege de wet van behoud van energie, leidt dit tot een toename van de kinetische energie (temperatuur). 
Onder de Joule-Thomson inversietemperatuur overheerst het eerste effect en veroorzaakt vrije expansie een afname in temperatuur. Boven de inversietemperatuur bewegen de moleculen sneller en treden er minder botsingen op, daardoor overheerst het tweede effect: Joule-Thomson expansie veroorzaakt een toename van de temperatuur.
Het effect is vernoemd naar James Prescott Joule en William Thomson (beter bekend als Lord Kelvin). Laatstgenoemde ontdekte het effect in 1852 naar aanleiding van eerder werk van Joule over gasexpansie in vacuüm.